# Massimo Altomare
Massimo Altomare (Verona, 10 gennaio 1951) è un cantautore italiano.

## Biografia
Debutta a sei anni, come imitatore di Domenico Modugno nei teatri di Verona; terminati gli studi, a diciott'anni si trasferisce a Londra, dove ha modo di conoscere il figlio del regista Nanny Loy, Francesco, con cui decide di formare un duo musicale (esperienza che viene raccontata dai due nella canzone Checco e Massimo).
Dopo lo scioglimento del duo nel 1980 fonda la G.A.S. (Global Art System), un centro di produzione musicale con lo studio di registrazione, e pubblica nel 1984 una cover ironica di L'edera, storico successo di Nilla Pizzi, che è il suo secondo singolo (il primo era stato pubblicato nel 1977 ai tempi del duo); collabora poi con gli Hypnodance.
Due anni dopo scrive i testi per l'album di debutto dei Dennis & The Jets, In rock signo vinces; come cantautore incide i due album Il grande ritmo dei treni neri nel 1988 e Un'ora di libertà nel 1990, avvalendosi della collaborazione dei membri dei Litfiba, Daniele Trambusti e Roberto Terzani, prodotti da Ernesto de Pascale.
Incide poi due album come interprete, Gnosi delle fànfole del 1998, raccolta poetica di Fosco Maraini musicata insieme al pianista Stefano Bollani, e Sounds of Humour nel 2004, una rivisitazione di vecchi standard della musica italiana dagli anni venti agli anni cinquanta. 
Nel 2010 Altomare pubblica l'album Outing.
Nel 2022 porta in scena con Lisa Kant il concerto-spettacolo La morte mi fa ridere, la vita no.

## Discografia

### Con Checco Loy

#### Album
- 1973 - Portobello (CBS, S 65627)
- 1974 - Chiaro (CBS, 69064)
- 1979 - Lago di Vico (m. 507) (CGD, 20126)

#### Singoli
- 1973 - Insieme a me tutto il giorno/Il matto (CBS, 1952)
- 1974 - Quattro giorni insieme/Sogni (CBS, 2838)

### Da solista

#### Album
- 1988 - Il grande ritmo dei treni neri (RCA Talent, ZL 71916)
- 1990 - Un'ora di libertà (RCA Talent, ZL 74716)
- 1998 - Gnosi delle fànfole (Consorzio Produttori Indipendenti, 300 498-2; con Stefano Bollani)
- 2004 - Sounds of Humour (Mellophonium Multimedia, CSK-MM 1006)
- 2010 - Outing (Edel, 020601SEIT)

#### Singoli
- 1977 - Il torrente/Gato Lee (CBS, 5071)
- 1984 - L'edera/Peppino e Dalila (cha cha cha) (EMI Italiana, 1186537)